# دي جاي ستيفنس
دي جاي ستيفنس (بالإنجليزية: D. J. Stephens)‏ مواليد 19 ديسمبر 1990 في كيلين، هو لاعب كرة سلة محترف أمريكي بدأ مسيرته الاحترافية في سنة 2013 ويحمل الرقم 23. يبلغ طوله 6 قدم 5 بوصة (2.0 م).

## فرق لعب لها
- ميلووكي باكز
- زينيت سانت بطرسبرغ

## إحصائيات المسيرة

### الموسم الاعتيادي
| السنة   | الفريق       | لعب | بدأ | دقيقة | ميداني% | ثلاثية | حرة   | ارتداد | صنع | استلاب | تصدي | نقطة |
| ------- | ------------ | --- | --- | ----- | ------- | ------ | ----- | ------ | --- | ------ | ---- | ---- |
| 2013–14 | ميلووكي باكز | 3   | 0   | 5.0   | .429    | .000   | 1.000 | 1.7    | .0  | .0     | .0   | 2.3  |
| المسيرة |              | 3   | 0   | 5.0   | .429    | .000   | 1.000 | 1.7    | .0  | .0     | .0   | 2.3  |

## روابط خارجية
- دي جاي ستيفنس على موقع الدوري الأوروبي لكرة السلة (الإنجليزية)
- دي جاي ستيفنس على موقع إن بي أي (الإنجليزية)
- دي جاي ستيفنس على موقع دوري كرة السلة الياباني للمحترفين (اليابانية)
- دي جاي ستيفنس على موقع سبورتس رفرنس (الإنجليزية)
- دي جاي ستيفنس على موقع الدوري الإسباني لكرة السلة (الإسبانية)
- دي جاي ستيفنس على موقع كرة السلة الأوروبية.كوم (الإنجليزية)
- دي جاي ستيفنس على موقع إي إس بي إن.كوم (الإنجليزية)
- دي جاي ستيفنس على موقع كلية كرة السلة في سبورتس رفرنس.كوم (الإنجليزية)
- دي جاي ستيفنس على موقع ريلجم (الإنجليزية)
- دي جاي ستيفنس على موقع بروبوليرز (الإنجليزية)